# Tour de France 2009
Die Tour de France 2009 fand als 96. Austragung des dreiwöchigen Etappen-Radrennens vom 4. bis 26. Juli 2009 statt. Mit 3460 km war sie etwas kürzer als die Ausgaben der Tour de France in den vorangegangenen Jahren. Gesamtsieger wurde zum zweiten Mal nach 2007 Alberto Contador (Team Astana). Damit siegte nach Óscar Pereiro (2006), Contador (2007) und Carlos Sastre (2008) zum vierten Mal in Folge ein Spanier.
Die Strecke folgte in der ersten Woche von Ost nach West der Mittelmeerküste von Monaco bis nach Barcelona, um von dort via Andorra in die Pyrenäen zu steigen. In der zweiten Woche wurde Frankreich von Limoges nach Besançon in Ostrichtung gequert und bei einem Abstecher in die Schweiz wurden die Alpen in Angriff genommen. Die Tour wendete sich nach Süden, wo in der dritten Woche der Große St. Bernhard und der Col de la Colombière folgten. Links und rechts der Rhone ging es weiter nach Süden, wo der 1912 m hohe Mont Ventoux in der französischen Provence erstmals in der Geschichte der Tour das Ziel der vorletzten Etappe darstellte. Die letzte Etappe begann traditionell in der Gegend von Paris und endete auf den Champs-Élysées.
| Gesamtwertung          | Alberto Contador      | 85:48:35 h (40,316 km/h) |
| Zweiter                | Andy Schleck          | + 04:11 min              |
| Dritter                | Lance Armstrong       | + 05:24 min              |
| Vierter                | Bradley Wiggins       | + 06:01 min              |
| Fünfter                | Fränk Schleck         | + 06:04 min              |
| Sechster               | Andreas Klöden        | + 06:42 min              |
| Siebter                | Vincenzo Nibali       | + 07:35 min              |
| Achter                 | Christian Vande Velde | + 12:04 min              |
| Neunter                | Roman Kreuziger       | + 14:16 min              |
| Zehnter                | Christophe Le Mével   | + 14:25 min              |
| Punktwertung           | Thor Hushovd          | 280 P.                   |
| Zweiter                | Mark Cavendish        | 270 P.                   |
| Dritter                | Gerald Ciolek         | 172 P.                   |
| Bergwertung            | Franco Pellizotti     | 210 P.                   |
| Zweiter                | Egoi Martínez         | 135 P.                   |
| Dritter                | Alberto Contador      | 126 P.                   |
| Nachwuchswertung       | Andy Schleck          | 85:52:46 h               |
| Zweiter                | Vincenzo Nibali       | + 3:24 min               |
| Dritter                | Roman Kreuziger       | + 10:05 min              |
| Mannschaftswertung     | Astana                | 256:02:58 h              |
| Zweiter                | Garmin-Transitions    | + 22:35 min              |
| Dritter                | Team Saxo Bank        | + 28:34 min              |
| Kämpferischster Fahrer | Franco Pellizotti     |                          |

Der siebenmalige Toursieger Lance Armstrong nahm für das Team Astana an der Tour 2009 teil und belegte Platz drei, nachdem er zunächst nach seinem Toursieg 2005 vom aktiven Radrennsport zurückgetreten war.
Am 16. Oktober 2008, nach den Enthüllungen von Doping-Fällen beim Team Gerolsteiner während der Tour de France 2008, beschlossen ARD und ZDF aus der Live-Übertragung der Tour 2009 auszusteigen. Am 6. Mai 2009 verkündeten ARD und ZDF jedoch, von der Tour zu berichten. Realisiert wurden schließlich Liveübertragungen der Etappenankünfte sowie ein einstündiges Magazin täglich.

## Ausgangslage

### Teilnehmerfeld/Favoriten
| ProTeams Quick Step Silence-Lotto Team Saxo Bank Team Milram AG2R La Mondiale Bbox Bouygues Telecom Cofidis, le Crédit en Ligne Française des Jeux Lampre-NGC Liquigas Astana Rabobank Team Katusha Caisse d’Epargne Euskaltel-Euskadi Team Columbia-High Road Garmin-Slipstream UCI Professional Continental Teams Agritubel Skil-Shimano Cervélo TestTeam |

20 Teams wurden eingeladen: 17 der 18 ProTeams (Fuji-Servetto wurde nicht eingeladen) und 3 UCI Professional Continental Teams. Jedes Team besteht aus neun Fahrern.
Durch die zahlreichen Doping-Enthüllungen in den vorangegangenen Jahren war die Ausgangslage für die Tour 2009 – wie bereits in den Jahren zuvor – höchst unklar. Zum ersten Mal seit 2005 startete die Tour jedoch mit mehreren ehemaligen Toursiegern im Feld. Alberto Contador, Carlos Sastre und nicht zuletzt Lance Armstrong, der 2009 sein Radsport-Comeback gab, waren somit in der Favoritenrolle. Der Sieger des Jahres 2006, Óscar Pereiro, musste auf der 8. Etappe aufgeben.
Mit Contador und Armstrong, sowie Levi Leipheimer, dem Zweiten der Vuelta a España 2008, und Andreas Klöden hatte das Team Astana die meisten Optionen auf den Gesamtsieg. Ein erster Überblick über die voraussichtliche Kapitänsrolle sollte im März die Vuelta a Castilla y León geben, jedoch brach sich Armstrong bereits auf der ersten Etappe das Schlüsselbein. Der Bruch verheilte aber überraschend schnell, sodass Armstrong bereits im Mai beim Giro d’Italia wieder an den Start gehen konnte. Trotz eines Zwischenfalls bei einer unangekündigten Dopingkontrolle entschied sich die französische Anti-Dopingagentur dagegen, Armstrong zu sperren. Er konnte somit bei der Tour starten.
Als weitere Favoriten auf den Gesamtsieg galten Cadel Evans, Fränk und Andy Schleck und Denis Menschow.
Nicht am Start waren hingegen Ivan Basso und Alejandro Valverde, der für seine angeblich bewiesene Involvierung in den Skandal um Doping-Arzt Fuentes für Rennen in Italien gesperrt wurde. Da die Tour mehrere Kilometer durch Italien führte, konnte Valverde nicht teilnehmen.
Nach starken Leistungen im Frühjahr, etwa dem Sieg bei Mailand–Sanremo, galt Mark Cavendish als Hauptanwärter auf das Grüne Trikot.
Nach dem Ausstieg von Sponsor Gerolsteiner ging 2009 mit dem Team Milram nur ein deutsches Team an den Start. Die meisten deutschen Fahrer starteten für Milram.

### Doping
Auch die Tour de France 2009 war von der Doping-Problematik belastet.
Im Gegensatz zum Vorjahr war diesmal nicht nur die französische Anti-Dopingagentur AFLD für die Tests verantwortlich, sondern auch die UCI nahm eigene Proben.
Bereits im Vorfeld gab es mehrere Ausschlüsse, so wurde neben Valverde auch Tom Boonen das Startrecht entzogen. Der belgische Sprintstar war im Mai zum dritten Mal innerhalb eines Jahres des Kokainmissbrauchs überführt worden. Obwohl er nicht gesperrt wurde, da die Probe außerhalb des Wettkampfes genommen wurde, lud ihn der Veranstalter ASO aus. Am 3. Juli entschied das französische Sportgericht jedoch, dass Boonen starten durfte. Am 1. Juli wurde bekannt, dass Thomas Dekker am Heiligabend 2007 positiv auf EPO getestet worden war. Er wurde somit ebenfalls von der Tour ausgeschlossen.
Am 31. Juli 2009 wurde bekannt, dass der Sieger der 16. Etappe, Mikel Astarloza, bei einer Trainingskontrolle am 26. Juni 2009 – vor Beginn der Tour de France – positiv auf das Blutdoping-Mittel EPO getestet wurde. Falls die B-Probe dies bestätigt, droht Astarloza eine rückwirkende Sperre und damit auch die Aberkennung der Ergebnisse der Frankreich-Rundfahrt.
Im Frühjahr 2011 wurden Franco Pellizotti alle Resultate der Tour aberkannt, nachdem der Internationale Sportgerichtshof die von der UCI ausgesprochene 2-Jahres-Sperre aufgrund von Unregelmäßigkeiten in Pellizottis Biologischen Pass bestätigt hatte.
Am 26. Oktober 2012 gab die Union Cycliste Internationale (UCI) bekannt, dass nach der Disqualifikation von Lance Armstrong der Brite Bradley Wiggins, nachträglich auf den dritten Platz der Tour de France 2009 gerückt ist.

## Etappenübersicht

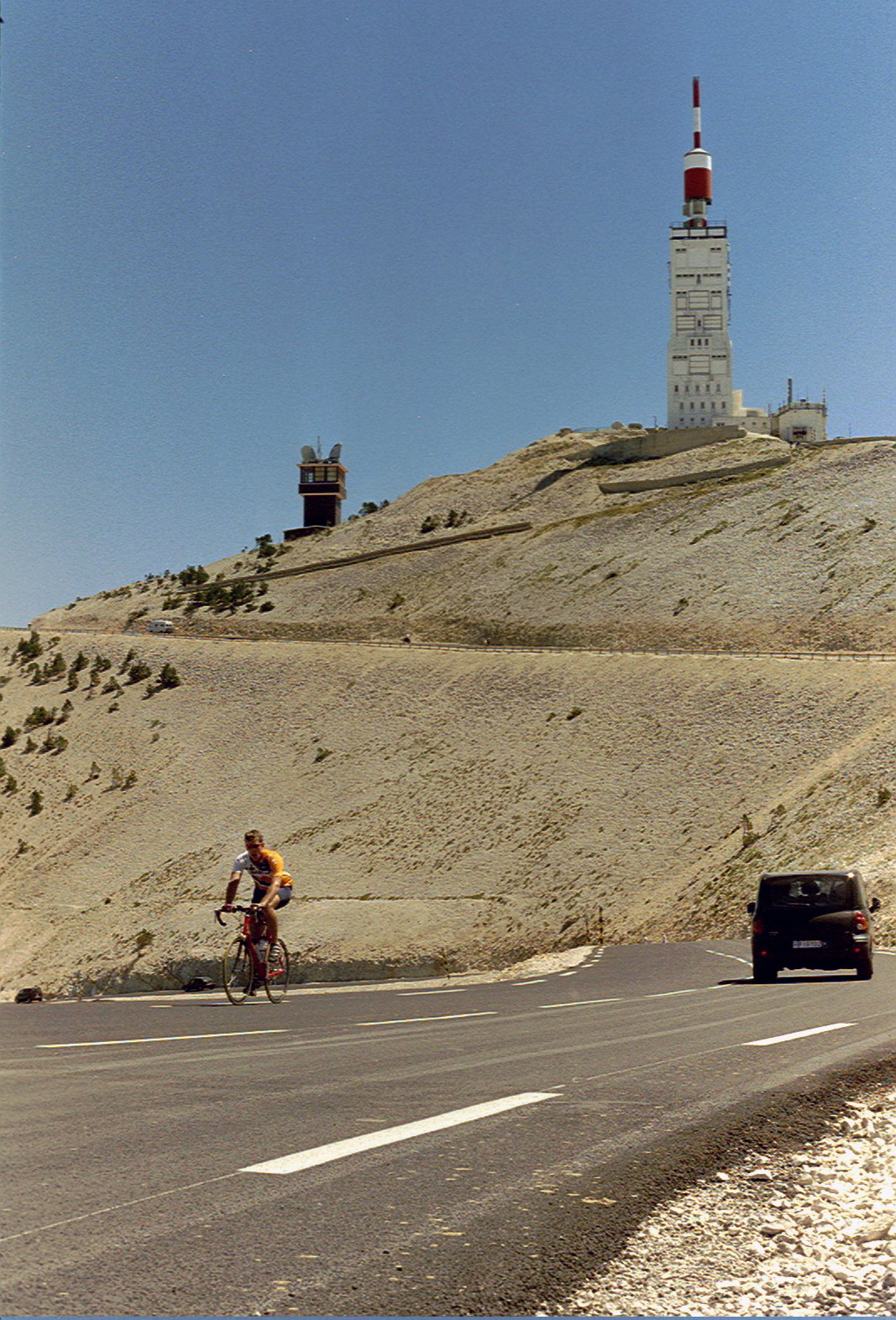
Die vorletzte Etappe endete auf dem Mont Ventoux.

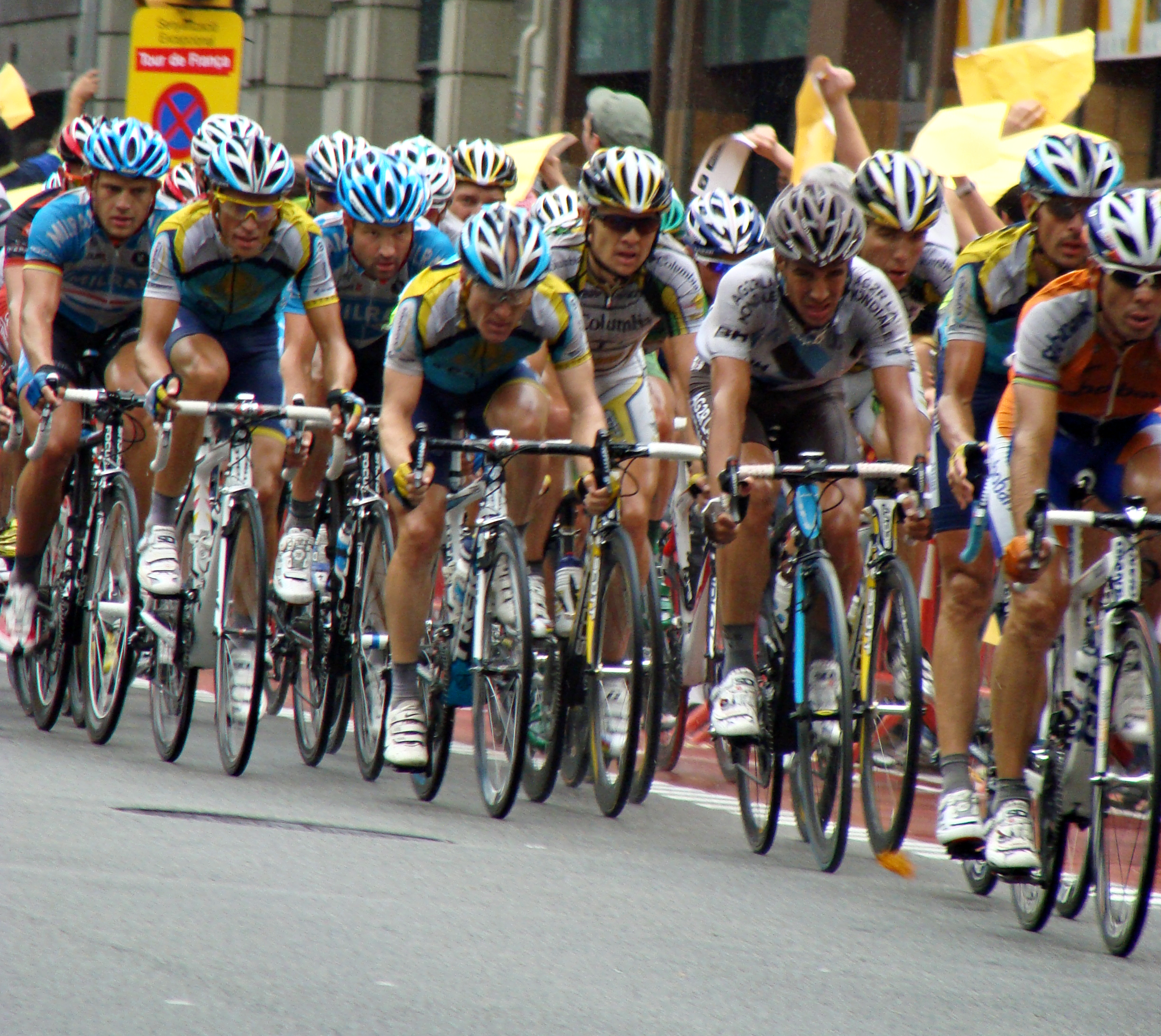
Während der 6. Etappe in Barcelona

Am 14. Dezember 2007 gab die Tour-Direktion offiziell bekannt, dass die Tour de France im Jahr 2009 erstmals überhaupt im Fürstentum Monaco beginnen würde. Die erste Etappe, ein 15 km langes Einzelzeitfahren, würde zum Teil auf dem Circuit de Monaco ausgetragen. Letztmals war Monaco 1964 Ziel einer Etappe. Auch die zweite Etappe würde einen Teil der Formel-1-Rennstrecke umfassen, bevor die Fahrer das Fürstentum in Richtung Westen verlassen würden. Der gesamte Etappenplan wurde am 22. Oktober 2008 bekanntgegeben.
Die Tour 2009 beinhaltete drei Bergankünfte, zwei Ruhetage, 56 Kilometer Einzelzeitfahren und 20 Anstiege der 2., 1. oder der höchsten Kategorie, zudem erstmals seit 2005 wieder ein Mannschaftszeitfahren. Sie überschritt mehrfach die französische Staatsgrenze und führte durch Monaco, Spanien, Andorra, die Schweiz und Italien.
Auf der 10. und 13. Etappe sollte experimentell ohne Teamfunk gefahren werden, obwohl 16 Teams dagegen protestierten. Erst zur 13. Etappe zeigte der Protest Erfolg.
| Etappen    | Typ               | Tag           | Start – Ziel                                  | km    | Etappensieger      | Zeit (h) | Schnitt (km/h) | Gesamtführender   |
| ---------- | ----------------- | ------------- | --------------------------------------------- | ----- | ------------------ | -------- | -------------- | ----------------- |
| 01. Etappe | EZF               | Sa., 4. Juli  | Monaco (MC) – Monaco (MC)                     | 015,5 | Fabian Cancellara  | 0:19:32  | 47,611         | Fabian Cancellara |
| 02. Etappe |                   | So., 5. Juli  | Monaco (MC) – Brignoles                       | 187   | Mark Cavendish     | 4:30:02  | 41,550         | Fabian Cancellara |
| 03. Etappe |                   | Mo., 6. Juli  | Marseille – La Grande-Motte                   | 196,5 | Mark Cavendish     | 5:01:24  | 39,117         | Fabian Cancellara |
| 04. Etappe | MZF               | Di., 7. Juli  | Montpellier – Montpellier                     | 039   | Team Astana        | 0:46:29  | 50,341         | Fabian Cancellara |
| 05. Etappe |                   | Mi., 8. Juli  | Le Cap d’Agde – Perpignan                     | 196,5 | Thomas Voeckler    | 4:29:35  | 43,734         | Fabian Cancellara |
| 06. Etappe |                   | Do., 9. Juli  | Girona (E) – Barcelona (E)                    | 181,5 | Thor Hushovd       | 4:21:33  | 41,636         | Fabian Cancellara |
| 07. Etappe | Hochgebirgsetappe | Fr., 10. Juli | Barcelona (E) – Arcalis (AND)                 | 224   | Brice Feillu       | 6:11:31  | 36,176         | Rinaldo Nocentini |
| 08. Etappe | Hochgebirgsetappe | Sa., 11. Juli | Andorra la Vella (AND) – Saint-Girons         | 176,5 | Luis León Sánchez  | 4:31:50  | 38,958         | Rinaldo Nocentini |
| 09. Etappe | Hochgebirgsetappe | So., 12. Juli | Saint-Gaudens – Tarbes                        | 160,5 | Pierrick Fédrigo   | 4:05:31  | 39,223         | Rinaldo Nocentini |
| 1. Ruhetag | 1. Ruhetag        | Mo., 13. Juli | –                                             | –     | –                  | –        | –              | Rinaldo Nocentini |
| 10. Etappe |                   | Di., 14. Juli | Limoges – Issoudun                            | 194,5 | Mark Cavendish     | 4:46:43  | 40,702         | Rinaldo Nocentini |
| 11. Etappe |                   | Mi., 15. Juli | Vatan – Saint-Fargeau                         | 192   | Mark Cavendish     | 4:17:55  | 44,666         | Rinaldo Nocentini |
| 12. Etappe |                   | Do., 16. Juli | Tonnerre – Vittel                             | 211,5 | Nicki Sørensen     | 4:52:24  | 43,399         | Rinaldo Nocentini |
| 13. Etappe | Bergige Etappe    | Fr., 17. Juli | Vittel – Colmar                               | 200   | Heinrich Haussler  | 4:56:26  | 40,481         | Rinaldo Nocentini |
| 14. Etappe |                   | Sa., 18. Juli | Colmar – Besançon                             | 199   | Sergei Iwanow      | 4:37:47  | 42,983         | Rinaldo Nocentini |
| 15. Etappe | Hochgebirgsetappe | So., 19. Juli | Pontarlier – Verbier (CH)                     | 207,5 | Alberto Contador   | 5:03:58  | 40,958         | Alberto Contador  |
| 2. Ruhetag | 2. Ruhetag        | Mo., 20. Juli | –                                             | –     | –                  | –        | –              | Alberto Contador  |
| 16. Etappe | Hochgebirgsetappe | Di., 21. Juli | Martigny (CH) – Bourg-Saint-Maurice           | 159   | Mikel Astarloza    | 4:14:20  | 37,510         | Alberto Contador  |
| 17. Etappe | Hochgebirgsetappe | Mi., 22. Juli | Bourg-Saint-Maurice – Le Grand-Bornand        | 169,5 | Fränk Schleck      | 4:53:54  | 34,604         | Alberto Contador  |
| 18. Etappe | EZF               | Do., 23. Juli | Annecy – Annecy                               | 040,5 | Alberto Contador   | 0:48:30  | 50,103         | Alberto Contador  |
| 19. Etappe |                   | Fr., 24. Juli | Bourgoin-Jallieu – Aubenas                    | 178   | Mark Cavendish     | 3:50:35  | 46,317         | Alberto Contador  |
| 20. Etappe | Hochgebirgsetappe | Sa., 25. Juli | Montélimar – Mont Ventoux                     | 167   | Juan Manuel Gárate | 4:39:21  | 35,869         | Alberto Contador  |
| 21. Etappe |                   | So., 26. Juli | Montereau-Fault-Yonne – Paris, Champs-Élysées | 164   | Mark Cavendish     | 4:02:18  | 40,611         | Alberto Contador  |

## Wertungen im Tourverlauf
Hinweis: Die Tabelle zeigt den/die Führenden in der jeweiligen Wertung bzw. Träger der Trikots oder Rückennummern zu Beginn der jeweiligen Etappe an.
| Etappe      | Gelbes Trikot     | Grünes Trikot       | Gepunktetes Trikot | Weißes Trikot   | Teamwertung      | Kämpferischster Fahrer |
| ----------- | ----------------- | ------------------- | ------------------ | --------------- | ---------------- | ---------------------- |
| 02. Etappe  | Fabian Cancellara | Fabian Cancellara1) | Alberto Contador   | Roman Kreuziger | Team Astana      | EZF: Nicht vergeben    |
| 03. Etappe  | Fabian Cancellara | Mark Cavendish      | Jussi Veikkanen    | Roman Kreuziger | Team Astana      | Stef Clement           |
| 04. Etappe  | Fabian Cancellara | Mark Cavendish      | Jussi Veikkanen    | Tony Martin     | Team Astana      | Samuel Dumoulin        |
| 05. Etappe  | Fabian Cancellara | Mark Cavendish      | Jussi Veikkanen    | Tony Martin     | Team Astana      | MZF: Nicht vergeben    |
| 06. Etappe  | Fabian Cancellara | Mark Cavendish      | Jussi Veikkanen    | Tony Martin     | Team Astana      | Michail Ignatjew       |
| 07. Etappe  | Fabian Cancellara | Mark Cavendish      | Stéphane Augé      | Tony Martin     | Team Astana      | David Millar           |
| 08. Etappe  | Rinaldo Nocentini | Mark Cavendish      | Brice Feillu       | Tony Martin     | Team Astana      | Christophe Riblon      |
| 09. Etappe  | Rinaldo Nocentini | Thor Hushovd        | Christophe Kern    | Tony Martin     | ag2r La Mondiale | Sandy Casar            |
| 010. Etappe | Rinaldo Nocentini | Thor Hushovd        | Egoi Martínez      | Tony Martin     | ag2r La Mondiale | Franco Pellizotti      |
| 011. Etappe | Rinaldo Nocentini | Thor Hushovd        | Egoi Martínez      | Tony Martin     | ag2r La Mondiale | Thierry Hupond         |
| 012. Etappe | Rinaldo Nocentini | Mark Cavendish      | Egoi Martínez      | Tony Martin     | ag2r La Mondiale | Johan Vansummeren      |
| 013. Etappe | Rinaldo Nocentini | Mark Cavendish      | Egoi Martínez      | Tony Martin     | Team Saxo Bank   | Nicki Sørensen         |
| 014. Etappe | Rinaldo Nocentini | Thor Hushovd        | Franco Pellizotti  | Tony Martin     | Team Saxo Bank   | Heinrich Haussler      |
| 015. Etappe | Rinaldo Nocentini | Thor Hushovd        | Franco Pellizotti  | Tony Martin     | ag2r La Mondiale | Martijn Maaskant       |
| 016. Etappe | Alberto Contador  | Thor Hushovd        | Franco Pellizotti  | Andy Schleck    | Team Astana      | Simon Špilak           |
| 017. Etappe | Alberto Contador  | Thor Hushovd        | Franco Pellizotti  | Andy Schleck    | Team Astana      | Franco Pellizotti      |
| 018. Etappe | Alberto Contador  | Thor Hushovd        | Franco Pellizotti  | Andy Schleck    | Team Astana      | Thor Hushovd           |
| 019. Etappe | Alberto Contador  | Thor Hushovd        | Franco Pellizotti  | Andy Schleck    | Team Astana      | Thor Hushovd           |
| 020. Etappe | Alberto Contador  | Thor Hushovd        | Franco Pellizotti  | Andy Schleck    | Team Astana      | Tony Martin            |
| 021. Etappe | Alberto Contador  | Thor Hushovd        | Franco Pellizotti  | Andy Schleck    | Team Astana      | Fumiyuki Beppu         |
| Sieger      | Alberto Contador  | Thor Hushovd        | Franco Pellizotti  | Andy Schleck    | Team Astana      | Franco Pellizotti      |

- 1) Bradley Wiggins trug als Dritter der Punktwertung das grüne Trikot, da der 1. der Punktwertung, Cancellara, das Gelbe und der 2. nach Punkten, Contador, als Führender der Bergwertung das gepunktete Trikot trug.

## Preisgelder
Während der Tour werden Preisgelder in Höhe von 3,27 Millionen € ausgeschüttet. Jedes Team erhielt ein Antrittsgeld von 51.243 €. Traditionell teilten sich innerhalb der Teams alle Fahrer und Helfer die gewonnenen Preisgelder.
| Platzierung            | 1.        | 2.        | 3.        | 4.       | 5.       | 6.       | 7.       | 8.      | Täglich |
| ---------------------- | --------- | --------- | --------- | -------- | -------- | -------- | -------- | ------- | ------- |
| Gesamtwertung          | 450.000 € | 200.000 € | 100.000 € | 70.000 € | 50.000 € | 23.000 € | 11.500 € | 7.600 € | 350 €   |
| Punktwertung           | 025.000 € | 015.000 € | 010.000 € | 04.000 € | 03.500 € | 03.000 € | 02.500 € | 2.000 € | 300 €   |
| Bergwertung            | 025.000 € | 015.000 € | 010.000 € | 04.000 € | 03.500 € | 03.000 € | 02.500 € | 2.000 € | 300 €   |
| Nachwuchswertung       | 020.000 € | 015.000 € | 010.000 € | 05.000 € | –        | –        | –        | –       | 300 €   |
| Mannschaftswertung     | 050.000 € | 030.000 € | 020.000 € | 12.000 € | 08.000 € | –        | –        | –       | –       |
| Kämpferischster Fahrer | 020.000 € | –         | –         | –        | –        | –        | –        | –       | –       |

| Platzierung                          | 1.       | 2.      | 3.      | Anmerkung                              |
| ------------------------------------ | -------- | ------- | ------- | -------------------------------------- |
| Etappenwertung                       | 8.000 €  | 4.000 € | 2.000 € | gestaffelt bis zum 20. Platz (200 €)   |
| Etappenwertung Mannschaftszeitfahren | 10.000 € | 5.000 € | 2.500 € | gestaffelt bis zum 20. Platz (200 €)   |
| Zwischensprints                      | 0800 €   | 0450 €  | 0300 €  | 48 Zwischensprints während der Tour    |
| Bergwertung Kat. HC                  | 0800 €   | 0450 €  | 0300 €  | 04 Wertungen während der Tour          |
| Bergwertung Kat. 1                   | 0650 €   | 0400 €  | 0150 €  | 11 Wertungen während der Tour          |
| Bergwertung Kat. 2                   | 0500 €   | 0250 €  | –       | 06 Wertungen während der Tour          |
| Bergwertung Kat. 3                   | 0300 €   | –       | –       | 18 Wertungen während der Tour          |
| Bergwertung Kat. 4                   | 0200 €   | –       | –       | 25 Wertungen während der Tour          |
| Nachwuchsfahrer                      | 0500 €   | –       | –       | Schnellster Nachwuchsfahrer der Etappe |
| Kämpferischster Fahrer               | 2.000 €  | –       | –       | Ausgenommen Zeitfahren                 |
| Mannschaft                           | 2.800 €  | –       | –       | Schnellste Mannschaft der Etappe       |

Sonderwertungen
- Souvenir Jacques Goddet auf dem Col du Tourmalet (9. Etappe) für den Ersten: 5000 €
- Souvenir Henri Desgrange  auf dem Grossen Sankt Bernhard (16. Etappe) für den Ersten: 5000 €

Beide Sonderwertungen gingen an Franco Pellizotti.

## Ausgeschiedene Fahrer
| Etappe | Fahrer                     | Team               | Grund/Bemerkung                              |
| ------ | -------------------------- | ------------------ | -------------------------------------------- |
| 03.    | Jurgen van de Walle        | Quick-Step         | Sturzverletzungen / DNS                      |
| 04.    | Piet Rooijakkers           | Skil-Shimano       | Sturzverletzungen / DNF                      |
| 06.    | Robert Gesink              | Rabobank           | Sturzverletzungen (Handgelenksbruch) / DNS   |
| 07.    | Sébastien Joly             | Française des Jeux | DNF                                          |
| 08.    | Óscar Pereiro              | Caisse d’Epargne   | DNF                                          |
| 08.    | Eduardo Gonzalo            | Agritubel          | DNF                                          |
| 08.    | David Le Lay               | Agritubel          | DNF                                          |
| 08.    | Koldo Fernández            | Euskaltel-Euskadi  | DSQ / Zeitüberschreitung                     |
| 09.    | Danilo Napolitano          | Team Katusha       | DSQ / Zeitüberschreitung                     |
| 011.   | Kurt Asle Arvesen          | Team Saxo Bank     | Sturzverletzungen (Schlüsselbeinbruch) / DNS |
| 012.   | Rui Costa                  | Caisse d’Epargne   | Sturzverletzungen / DNS                      |
| 012.   | Angelo Furlan              | Lampre-N.G.C.      | DNF                                          |
| 012.   | Jérôme Coppel              | Française des Jeux | DNF                                          |
| 012.   | Romain Feillu              | Agritubel          | DNF                                          |
| 013.   | Levi Leipheimer            | Astana             | Sturzverletzungen (Handgelenksbruch) / DNS   |
| 013.   | Peter Wrolich              | Team Milram        | Krankheit / DNS                              |
| 015.   | Tom Boonen                 | Quick Step         | Krankheit / DNS                              |
| 015.   | Wladimir Jefimkin          | ag2r La Mondiale   | Sturzverletzungen / DNF                      |
| 016.   | Jens Voigt                 | Team Saxo Bank     | Sturzverletzungen / DNF                      |
| 017.   | José Ángel Gómez Marchante | Cervélo TestTeam   | DNF                                          |
| 017.   | Cyril Dessel               | ag2r La Mondiale   | DNF                                          |
| 017.   | Kenny van Hummel           | Skil-Shimano       | Sturzverletzungen / DNF                      |
| 019.   | Alan Pérez                 | Euskaltel-Euskadi  | DSQ / Zeitüberschreitung                     |
| 019.   | Amets Txurruka             | Euskaltel-Euskadi  | DSQ / Zeitüberschreitung                     |

## Zwischenfälle
Auf der 13. Etappe verletzten zwei Jugendliche die beiden Fahrer Oscar Freire und Julian Dean, indem sie sie mit einem Luftgewehr beschossen.
Während der 14. Etappe von Colmar nach Besançon bei Kilometer 38 in der Nähe von Wittelsheim starb eine Zuschauerin, die beim Überqueren der Straße von einem Polizeimotorrad erfasst wurde. Das Motorrad schleuderte im weiteren Verlauf in eine Menschenmenge und verletzte zwei weitere Zuschauer, die im Krankenhaus behandelt werden mussten.